# Distrikt Mariscal Castilla (Chachapoyas)
Der Distrikt Mariscal Castilla liegt in der Provinz Chachapoyas in der Region Amazonas in Nord-Peru. Der Distrikt wurde am 6. September 1904 gegründet. Benannt wurde er nach Ramón Castilla, viermaliger Präsident der Republik Peru.
Der Distrikt besitzt eine Fläche von 78,8 km². Beim Zensus 2017 wurden 1454 Einwohner gezählt. Im Jahr 1993 lag die Einwohnerzahl bei 1505, im Jahr 2007 bei 1132. Sitz der Distriktverwaltung ist die etwa 2200 m hoch gelegene Ortschaft Duraznopampa (oder Durazno Pampa) mit 284 Einwohnern (Stand 2017). Duraznopampa befindet sich 40 km südlich der Provinz- und Regionshauptstadt Chachapoyas. Im Distrikt befindet sich der archäologische Fundplatz Olán.

## Geographische Lage
Der Distrikt Mariscal Castilla befindet sich in der peruanischen Zentralkordillere zentral in der Provinz Chachapoyas. Der Distrikt liegt am Ostufer des nach Norden fließenden Río Utcubamba. Dort liegt der tiefste Punkt im Distrikt mit etwa 1970 m Höhe. Im Osten reicht der Distrikt bis zum Höhenkamm der Cordillera Gracias a Dios, wo er Höhen von bis zu 3802 m erreicht.
Der Distrikt Mariscal Castilla grenzt im Westen an die Distrikte Tingo und Inguilpata (beide in der Provinz Luya), im Norden an den Distrikt Chachapoyas, im Osten an den Distrikt Soloco sowie im Süden an die Distrikte San Isidro de Maino und Magdalena.

## Ortschaften
Neben dem Hauptort gibt es folgende größere Ortschaften im Distrikt:
- Cielachi
- Limatambo
- Quillunya (369 Einwohner)
- San Pedro
- Tacta
- Yerbabuena (554 Einwohner)